# Летка (село)
Летка — село в Прилузском районе Республики Коми. Административный центр сельского поселения Летка, куда также входят деревни: Гостиногорка, Колобово, Крутотыла, Малая Беберка, Осиновка и Поромшор.

## География
Село Летка стоит при впадении в реку Летка реки Волосница, в 100 км от села Объячево. Через село проходит автомобильная дорога общего пользования федерального значения «Вятка» (Чебоксары — Йошкар-Ола — Киров — Летка — Сыктывкар). Ближайшая железнодорожная станция Мураши находится в 41 км.

## История
Впервые упомянута деревня Летка на реке Летке в дозорной книге 1620 года. В конце XVI века — начале XVII века Лузская Пермца (Луза и Летка) находились в составе Сольвычегодского уезда, с 1708 года — в Архангелогородской губернии. При реформе местного самоуправления 1780 году Летка вошла в состав Лальского уезда Великоустюжской области Вологодского наместничества, а в 1796 году — в Объячевскую волость Усть-Сысольского уезда Вологодской губернии.
В 1935—1963 годах село было центром Летского района Автономной области коми (зырян), затем — Коми АССР. С 1963 года входит в Прилузский район.

## Население
| 1939 | 1959  | 2002  | 2010  | 2021  |
| ---- | ----- | ----- | ----- | ----- |
| 1162 | ↗2361 | ↗3139 | ↘2679 | ↘2508 |

В 2006 году числилось 3058 человек. В 1811 году в Летском селении было 58 дворов, 319 душ. В 1816 году было 204 души мужского пола. Согласно ревизской сказке Летского селения Объячевской волости Усть-Сысольского уезда Вологодской губернии 1834 года, селении оказалось 85 хозяйств, 365 человек мужского пола и 407 человек женского пола.

### Карты
- Летка на карте Wikimapia
- Топографическая карта O-39-02.
- Летка. Публичная кадастровая карта